# Kulturgeschichte des Altertums

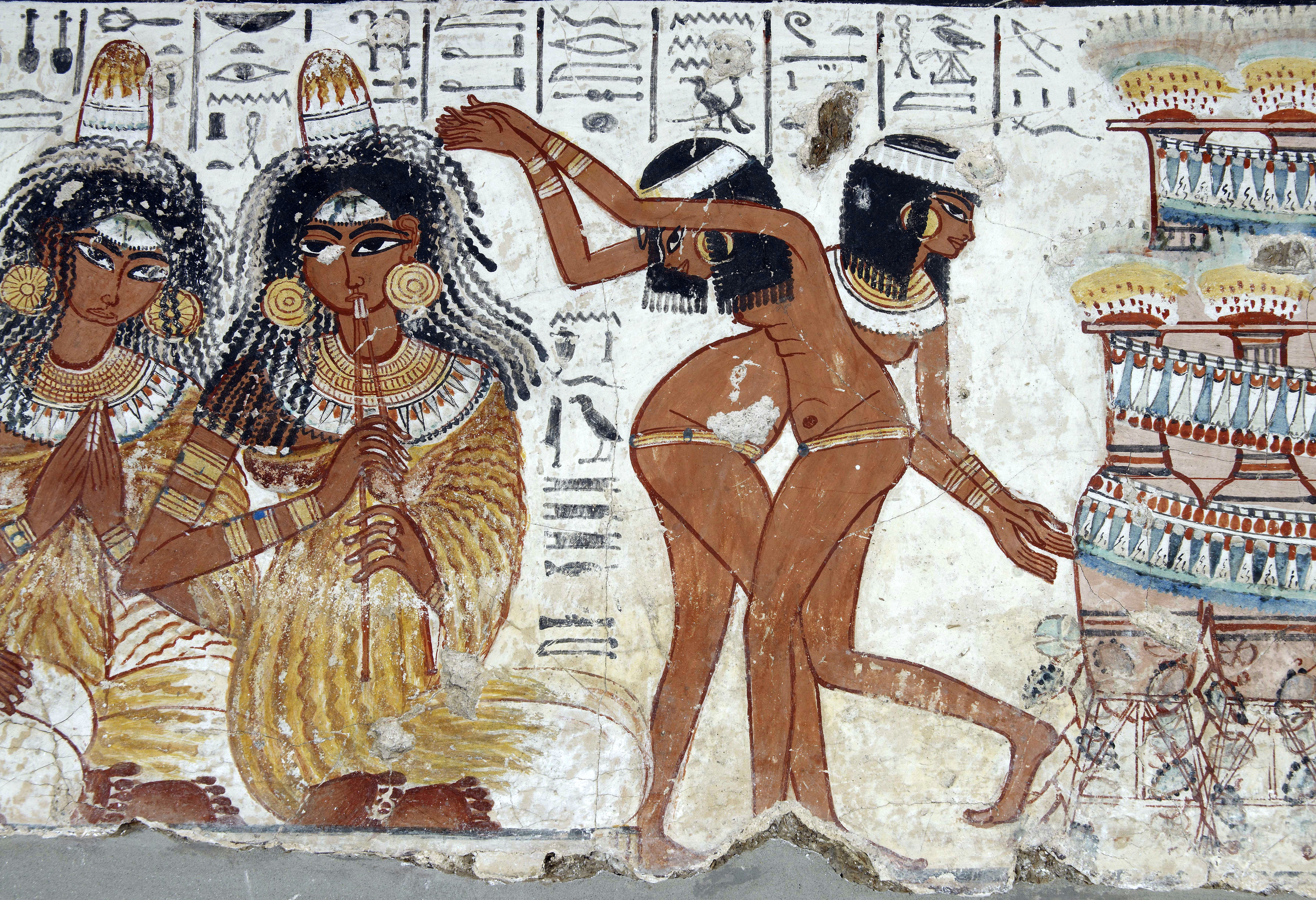
Ägyptische Malerei, 1400 v. u. Z.

Die „Kulturgeschichte des Altertums“ ist ein unvollendeter, auf drei Bände konzipierter, kulturhistorischer Essay des Schriftstellers, Schauspielers und Kabarettisten Egon Friedell (1878–1938). Sie steht in spiegelbildlicher Beziehung zu seinem bekanntesten Werk, der „Kulturgeschichte der Neuzeit“, die ursprünglich ebenfalls in drei Bänden erschienen ist. Während die Kulturgeschichte der Neuzeit den Untertitel „Die Krisis der europäischen Seele von der schwarzen Pest bis zum Weltkrieg“ trägt, gab der zum evangelischen Glauben konvertierte Jude Friedell der „Kulturgeschichte des Altertums“ den Untertitel „Leben und Legende der vorchristlichen Seele“.

## Entstehung
Nach dem Erfolg der „Kulturgeschichte der Neuzeit“, deren dritter und letzter Band im November 1931 erschien, begann Friedell mit der Arbeit an einem weiteren kulturgeschichtlichen Essay. Dabei griff er in ähnlicher Weise wie in der Kulturgeschichte der Neuzeit teilweise auf bereits veröffentlichte Essays zurück, baute diese aus und fügte sie in das Gesamtwerk der Kulturgeschichte des Altertums bei. So waren Auszüge des späteren Ägypten-Kapitels bereits 1918 im Neuen Wiener Journal zu lesen, Teile des Kapitels Die Mär der Weltgeschichte wurden im Februar 1934 in zwei Ausgaben der Neuen Freien Presse abgedruckt.
Nach dem Machtantritt Hitlers 1933 konnte Friedell, der bis dahin in Berlin immer wieder als Schauspieler u. a. in G. B. Shaws „Kaiser von Amerika“ oder in einer selbst verfassten Bearbeitung von Offenbachs „Hoffmanns Erzählungen“ zu sehen war, im Deutschen Reich weder publizieren noch öffentlich auftreten. Daher sah sich der Münchener C. H. Beck Verlag gezwungen, sich von seinem Erfolgsautor zu trennen. Da sich auch in Österreich kein Verlag fand, erschien der erste Band der „Kulturgeschichte des Altertums“ unter dem Titel „Kulturgeschichte Ägyptens und des Alten Orients“ im Zürcher Helikon-Verlag. Es war das letzte bedeutende Werk, das zu Friedells Lebzeiten erschien.
In den folgenden Jahren, 1936–1938, arbeitete Friedell am zweiten Band der „Kulturgeschichte des Altertums“, der sich mit dem klassischen Griechenland und der Hellenistischen Epoche beschäftigen sollte. Das teilweise vollendete, „Hellas“ überschriebene Manuskript konnte im März 1938, als Friedell vor der drohenden Verhaftung durch die SA den Suizid durch Sprung aus dem Fenster wählte, vor dem Zugriff der Gestapo in Sicherheit gebracht werden und noch vor Kriegsausbruch durch einen Verbindungsmann Max Reinhardts, einem gewissen Erwin Goldarbeiter ins Ausland verbracht werden. 1940 erschien es schließlich im besetzten Norwegen in norwegischer Sprache, ohne dass die dortigen deutschen Besatzungsbehörden daran Anstoß genommen haben.
1950 erschien schließlich die von Walther Schneider bearbeitete textkritische Ausgabe von „Hellas“ auch auf Deutsch unter dem bis heute geläufigen Titel „Kulturgeschichte Griechenlands“ wiederum im C. H. Beck Verlag. Ein für den zweiten Band vorgesehenes drittes Kapitel mit dem Titel „Der Schatten der Antike“ existiert als bislang unveröffentlichter Manuskriptentwurf und ist so wie die Manuskripte der anderen Teile im Teilnachlass Friedells im Besitz des Literaturarchivs der Österreichischen Nationalbibliothek. Dieser letzte Entwurf sollte die Zeit des Hellenismus, einen Einschub über die jüdische Geschichte seit Antiochos IV. sowie die römische Geschichte bis Tiberius behandeln. Von diesem Manuskriptentwurf erschien ein kleiner Auszug in der Ausgabe Nummer 16 der Literaturzeitschrift Der Rabe ("der antike Rabe") im Jahr 1987. Die wenigen Seiten in kleiner Bleistiftschrift kamen nach dem Zweiten Weltkrieg über Walther Schneider in den Besitz der Schriftstellerin Dorothea Zeemann. Nach ihrem Tod im Jahr 1993 wurde das Manuskript von den Erben an die Nationalbibliothek verkauft. Im Jahr 2020 veröffentlichte Heribert Illig im Mantis-Verlag eine kommentierte Version unter dem Titel Der Schatten der Antike mit ausführlicher Beschreibung der Provenienz des Textes.

## Inhalt
Beide Bände zusammen umfassen in der 1981/82 bei dtv erstmals erschienenen und seither vielfach wiederaufgelegten Taschenbuchausgabe etwa 830 Druckseiten. Davon entfallen etwa 480 Seiten auf die „Kulturgeschichte Ägyptens und des Alten Orients“ und etwa 350 Seiten auf die unvollendete „Kulturgeschichte Griechenlands“. Die Anzahl der Druckseiten pro Kapitel verjüngt sich nach hinten. Sind die Kapitel über das alte Ägypten und das Zweistromland mit 140 bzw. 130 Druckseiten noch in etwa gleich lang, so umfassen die beiden letzten Kapitel des ersten Bandes über das alte Israel und das vorklassische Kreta nur 95 bzw. 50 Druckseiten.
Das erste Kapitel aus „Kulturgeschichte Ägyptens und des Alten Orients“ mit dem Titel „Die Mär der Weltgeschichte“ kann heute auch als Anschauung auf den Zeitgeist und die intellektuellen Moden der Zwischenkriegszeit gelesen werden. Friedells rein literarisch gesehen hochstehender Versuch, die Grenzen und vor allem den Beginn der menschlichen Geschichte philosophisch-essayistisch auszuloten, greift aus heutiger Sicht gänzlich unhaltbare katastrophistische Vorstellungen auf Basis der irrigen Welteislehre Hanns Hörbigers auf, z. B. hinsichtlich der Sintflut, vermeintlicher serieller „Mondeinfänge“, bis hin zu Atlantis. Friedell lehnt zudem die wissenschaftlich anerkannte Evolutionstheorie ab, weil ihm diese, wie er es essayistisch-feuilletonistisch zugespitzt formuliert, wie die „Kapiteleinteilung eines Zoologielehrbuches“ und daher völlig „phantasielos“ erscheint.
Dieser Einleitung folgen Kapitel über das alte Ägypten („Das Geheimnis Ägyptens“), über das antike Mesopotamien („Der Turm von Babel“), das alte Israel bis zu den Propheten („Gott und Erde“) sowie ein Exkurs über die minoische Kultur auf Kreta („Die verzauberte Insel“). Die einzelnen Kapitel werden nicht chronologisch dargestellt, sondern „kulturhistorisch“ – Friedell schildert größtenteils das Alltagsleben, die Landschaft, Architektur, Literatur und Sprache. Friedell bietet allerdings eine Einführung etwa in die Folge der ägyptischen Dynastien und setzt diese riesigen Zeiträume in anschauliche und unterhaltsame Relationen, was eine seiner Stärken als Autor ist.
Die beiden Kapitel in „Kulturgeschichte Griechenlands“ „Ionischer Frühling“ und „Der Welttag Athens“ sind hingegen, obwohl auch sie durchaus das Genre Kulturgeschichte bedienen, in historische Bezüge eingebettet. Die Darstellung beginnt bei den ionischen Naturphilosophen und spannt sich bis zum Ende des Alexanderzuges. Dabei finden sich immer wieder Exkurse in die persische und frührömische Geschichte, die Friedell in Zusammenhang mit der griechischen Geschichte bringt.
2009 erschien im Diogenes Verlag unter dem Titel Kulturgeschichte des Altertums eine Taschenbuchgesamtausgabe, der die Kulturgeschichte Ägyptens und des Alten Orients und die Kulturgeschichte Griechenlands in einem einzigen Band umfasst.

## Weblink
- Otto H. Urban: Egon Friedell und die Urgeschichte. In: orf.at. Abgerufen am 5. Oktober 2024.